# Псковсько-Печорський монастир
57°48′37″ пн. ш. 27°36′53″ сх. д. / 57.810277777778° пн. ш. 27.614722222222° сх. д.

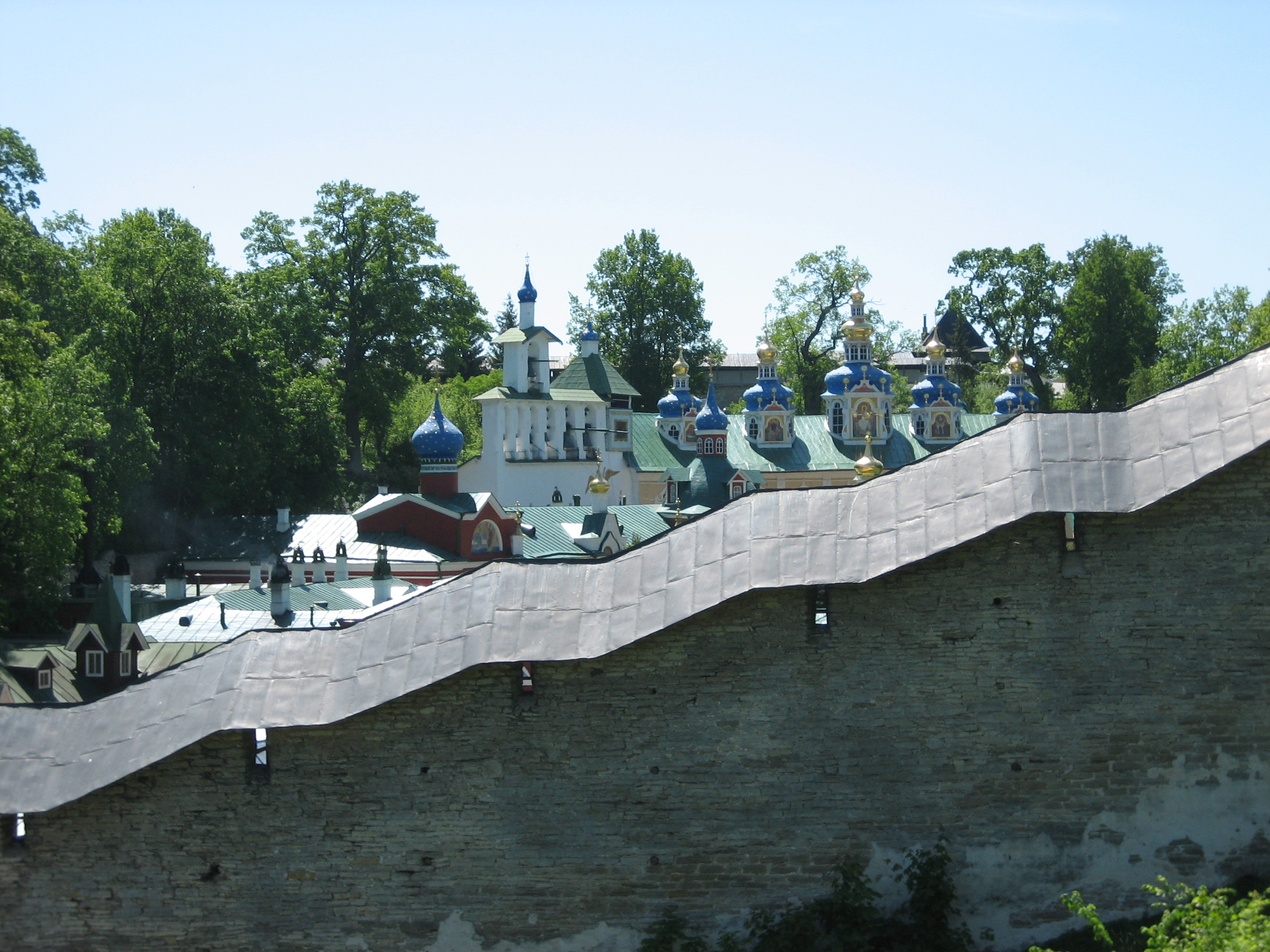
Вид на Псковсько-Печерський монастир.

Псковсько-Печорський монастир — чоловічий монастир в м. Печори Псковської області.

## Історія
Заснований в середині XV ст. У 1473 році тут була побудована печерна церква першого Пречистого Богородиці[уточнити], яка збереглася до сьогодні. Монастир розгромлено лівонськими феодалами у XVI ст. Відбудований псковським дяком М. Г. Мунехіним у 1519 р. У той час поблизу монастиря виникає посад, що пізніше розширяється і перетворюється на місто, яке у XVI ст. було обнесене фортечною стіною з баштами. Монастир неодноразово витримував облогу чужинецьких військ.
Будівлі монастиря, які збереглися до сьогодні:
- фортечна стіна з 9 баштами (камінь-плитняк, 1553—65; реставруються в 1960-х рр.),
- печерна церква першого Пречистого (1473),
- церква Благовіщенська (1541, фасади — 18—19 ст.(століття));
- надбрамна Нікольська церква (1565),
- двоярусна дзвіниця псковського типу (16—17 ст.),
- печери (завдовжки близько 200 м);
- монастирський цвинтар.